# 卵巢克鲁根勃氏瘤
卵巢克鲁根勃氏瘤（英語：Krukenberg tumor）是一种位于卵巢的恶性肿瘤，它通常形成于的肠胃道原位癌，尽管可能生长于其他组织中，比如胸部。胃腺癌，特别是位于幽门，是最常见的原发位置。克鲁根勃氏瘤通常发现于双侧卵巢（超过80%情况），并且均能发现恶性癌变特征。

## 组织学
克鲁根勃氏瘤由医学家弗里德里希·恩斯特·克鲁根勃命名，他在1896年他报道发现了这种疾病，并认为这是一种新型卵巢原发性恶性肿瘤。六年后，研究发现这是一种胃腺转移到卵巢的继发性肿瘤。1854年，佩吉特描述了这种疾病的形成机制。

## 病理
克鲁根勃氏瘤出现于各个年龄层，平均年龄为45岁。在绝大多数国家中，癌症恶性转移至卵巢的情况，仅占卵巢癌的1%至2%。但是，在日本上述癌症恶性转移至卵巢的情况上占卵巢癌的20%，因为日本胃癌患病率很高。

## 特征
克鲁根勃氏瘤通常引起腹部或盆腔疼痛、鼓胀、腹腔积液、或性交疼痛。克鲁根勃氏瘤偶尔会引发卵巢茎质反应，从而产生荷尔蒙，导致阴道出血、月经周期不调、多毛症或偶然女性男性化。
所有这些症状均是非特指的，并可能引起一系列癌症以外的疾病，所以需要通过一系列确认分析，比如计算机断层扫描、剖腹术与卵巢活检。

## 诊断
对于肿瘤细胞从胃部、阑尾、结肠转移到卵巢的准确形成机制仍然存在争议。常见观点认为，癌细胞直接通过腹腔进入到卵巢；但是有医学家认为癌细胞更有可能是通过淋巴管进入到卵巢的。诊断出患有克鲁根勃氏瘤的平均年龄，很大程度上与她们卵巢部位突然增加的血管有关，所以也有科学家认为癌细胞是通过血行转移的。
从显微镜下看，克鲁根勃氏瘤是以卵巢中粘蛋白-分泌的印戒细胞为特征。当原始肿瘤发现时，能清晰看到印戒细胞的存在。克鲁根勃氏瘤的原发癌通常是胃癌、特异的腺癌或乳腺癌，特别是浸润性小叶癌；但是这些肿瘤也可能病发于阑尾、结肠、小肠、直肠、胆囊、膀胱、胆囊、胆道、胰腺、肝胰管壶腹或子宫颈。
免疫组织化学可以用于诊断区分克鲁根勃氏瘤和其他原位性卵巢肿瘤，但是需要一定的判断力。比如，肿瘤可能对癌胚抗原和细胞角蛋白20有免疫反应、而对细胞角蛋白7没有免疫反应，这种情况可能更会是结直肠起源。

## 治疗
因为克鲁根勃氏瘤是继发性肿瘤，对于治疗这种肿瘤都是首先确定和治疗原始癌症。对克鲁根勃氏瘤的最佳治疗仍然不明朗。手术切除并不能充分解决癌症问题，但如果癌细胞局限于卵巢部位活动，手术则可以提高存活率。化学疗法和/或放射疗法的效果仍不确定，但有时可能有疗效。